# Reliance (Wyoming)
Reliance és una concentració de població designada pel cens dels Estats Units a l'estat de Wyoming. Segons el cens del 2000 tenia 665 habitants.

## Demografia
Segons el cens del 2000, Reliance tenia 665 habitants, 249 habitatges, i 182 famílies. La densitat de població era de 26,9 habitants/km².
Dels 249 habitatges en un 43,4% hi vivien nens de menys de 18 anys, en un 54,2% hi vivien parelles casades, en un 10,4% dones solteres, i en un 26,9% no eren unitats familiars. En el 22,5% dels habitatges hi vivien persones soles el 7,6% de les quals corresponia a persones de 65 anys o més que vivien soles. El nombre mitjà de persones vivint en cada habitatge era de 2,67 i el nombre mitjà de persones que vivien en cada família era de 3,12.
Per edats la població es repartia de la següent manera: un 32,8% tenia menys de 18 anys, un 9% entre 18 i 24, un 29,9% entre 25 i 44, un 21,1% de 45 a 60 i un 7,2% 65 anys o més.
L'edat mediana era de 32 anys. Per cada 100 dones de 18 o més anys hi havia 102,3 homes.
La renda mediana per habitatge era de 39.688 $ i la renda mediana per família de 43.750 $. Els homes tenien una renda mediana de 38.523 $ mentre que les dones 12.083 $. La renda per capita de la població era de 15.222 $. Cap de les famílies i el 2% de la població estaven per davall del llindar de pobresa.

## Poblacions més properes
El següent diagrama mostra les poblacions més properes.